# Yongfeng (köpinghuvudort i Kina, Liaoning Sheng, lat 42,74, long 123,85)
Yongfeng (kinesiska: 永丰, 亮中桥镇) är en köpinghuvudort i Kina. Den ligger i provinsen Liaoning, i den nordöstra delen av landet, omkring 110 kilometer norr om provinshuvudstaden Shenyang. Antalet invånare är 29 079. Befolkningen består av 14 274 kvinnor och 14 805 män. Barn under 15 år utgör 14,0 %, vuxna 15-64 år 76 %, och äldre över 65 år 9,0 %.
Runt Yongfeng är det ganska tätbefolkat, med 155 invånare per kvadratkilometer. Närmaste större samhälle är Laocheng, 12,7 km öster om Yongfeng. Trakten runt Yongfeng består till största delen av jordbruksmark.
Genomsnittlig årsnederbörd är 918 millimeter. Den regnigaste månaden är juli, med i genomsnitt 209 mm nederbörd, och den torraste är januari, med 8 mm nederbörd.